# Bertine Zetlitz

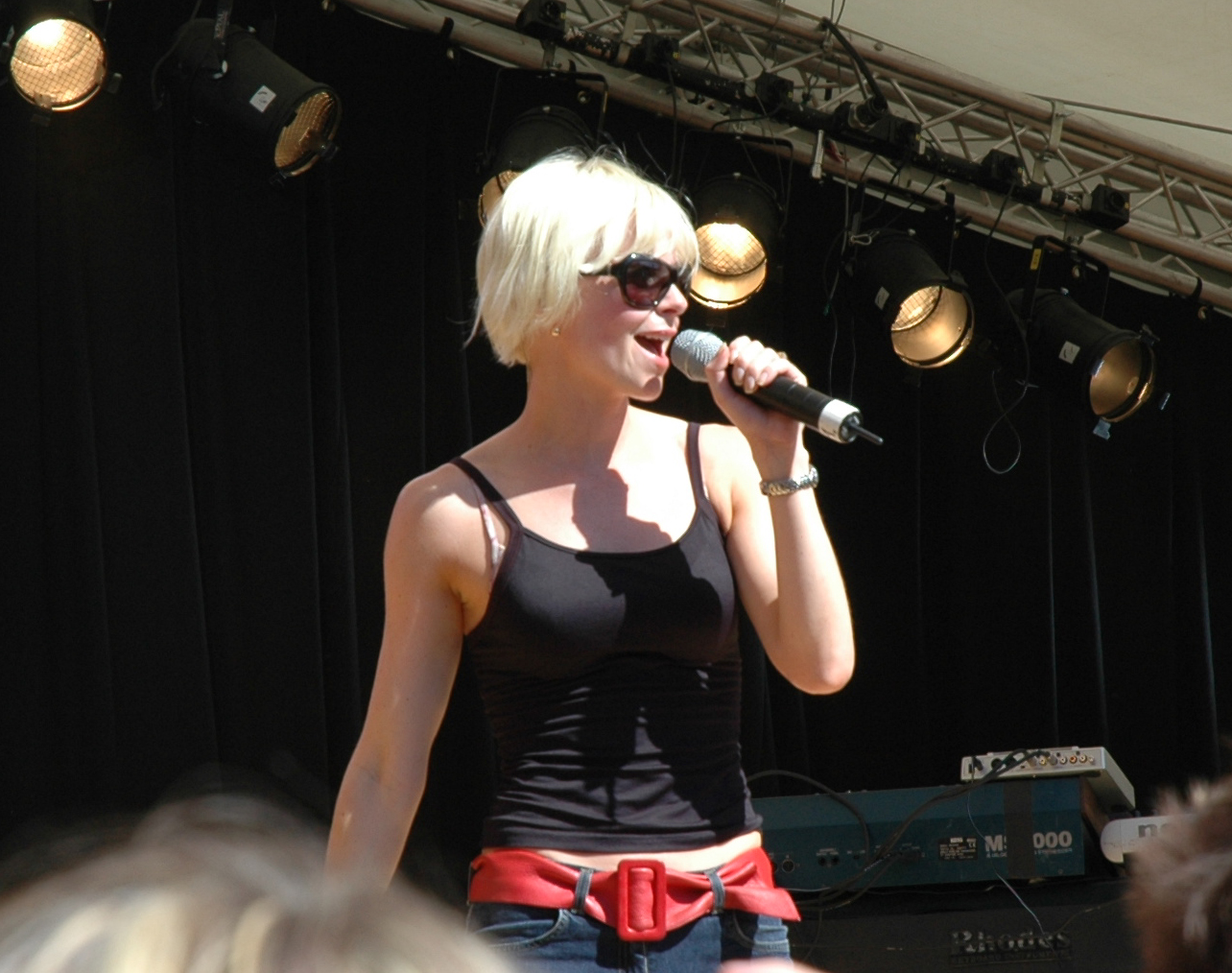
Bertine Zetlitz, 2004 in Stavanger

Bertine Zetlitz (* 9. April 1975 in Oslo; vollständiger Name Bertine Axeliane Robberstad Zetlitz) ist eine norwegische Popsängerin und Autorin.

## Leben und Karriere
Zetlitz, die schon seit früher Jugend komponierte, absolvierte am College eine klassische Musikausbildung. Sie debütierte 1997 mit der Single Apples And Diamonds. 1998 folgte das Album Morbid Latenight Show, für das sie den Spellemannprisen in den Kategorien 'Best Debut Album' and 'Best Pop Album' erhielt.
Parallel zu dem Album Beautiful So Far, das ihr den Spellemannprisen als beste Popsolistin brachte, veröffentlichte sie 2000 das Buch Og dagen inntil nå er god, eine Sammlung von Texten, die Ausgangspunkt der Lieder des zugehörigen Albums waren. Ihren vierten Spellemannprisen erhielt sie 2003 für das Album Sweet Injections. Das Album war außerdem Spitzenreiter der norwegischen Charts. Mit dem Song Fake Your Beauty hatte sie im Jahr darauf auch in den Singles-Charts einen Nummer-1-Hit.

## Diskografie

### Alben
Studioalben

| Jahr | Titel Label                          | Höchstplatzierung, Gesamtwochen, AuszeichnungChartsChartplatzierungen (Jahr, Titel, Label, Platzierungen, Wochen, Auszeichnungen, Anmerkungen) | Anmerkungen                              |
| Jahr | Titel Label                          | NO | Anmerkungen                              |
| ---- | ------------------------------------ | --- | ---------------------------------------- |
| 1998 | Morbid Latenight Show Parlophone     | NO27 (6 Wo.)NO | Erstveröffentlichung: 2. März 1998       |
| 2000 | Beautiful So Far EMI, Parlophone     | NO2 Gold · (11 Wo.)NO | Erstveröffentlichung: 4. September 2000  |
| 2003 | Sweet Injections Capitol Records     | NO1 Platin · (34 Wo.)NO | Erstveröffentlichung: 24. Februar 2003   |
| 2004 | Rollerskating Capitol Records        | NO2 (24 Wo.)NO | Erstveröffentlichung: 1. November 2004   |
| 2006 | My Italian Greyhound Capitol Records | NO6 (6 Wo.)NO | Erstveröffentlichung: 28. September 2006 |
| 2012 | Electric Feet Columbia               | NO6 (5 Wo.)NO | Erstveröffentlichung: 15. März 2012      |
| 2015 | Tikamp RCA                           | NO7 (3 Wo.)NO | Erstveröffentlichung: 23. Februar 2015   |

Kompilationen

| Jahr | Titel Label                                    | Höchstplatzierung, Gesamtwochen, AuszeichnungChartsChartplatzierungen (Jahr, Titel, Label, Platzierungen, Wochen, Auszeichnungen, Anmerkungen) | Anmerkungen                            |
| Jahr | Titel Label                                    | NO | Anmerkungen                            |
| ---- | ---------------------------------------------- | --- | -------------------------------------- |
| 2007 | In My Mind 1997-2007 – Best Of Capitol Records | NO10 Platin · (15 Wo.)NO | Erstveröffentlichung: 3. Dezember 2007 |

EPs
- 1998: Morbid Remix Show

### Singles
Chartplatzierungen

| Jahr | Titel Album                    | Höchstplatzierung, Gesamtwochen, AuszeichnungChartsChartplatzierungen (Jahr, Titel, Album, Platzierungen, Wochen, Auszeichnungen, Anmerkungen) | Anmerkungen                        |
| Jahr | Titel Album                    | NO | Anmerkungen                        |
| ---- | ------------------------------ | --- | ---------------------------------- |
| 2003 | Girl Like You Sweet Injections | NO2 Gold · (13 Wo.)NO | Erstveröffentlichung: 2002         |
| 2004 | Fake Your Beauty Rollerskating | NO1 (19 Wo.)NO | Erstveröffentlichung: 2004         |
| 2005 | Ah-Ah Rollerskating            | NO13 (5 Wo.)NO | Erstveröffentlichung: 7. März 2005 |
| 2006 | 500 My Italian Greyhound       | NO11 (7 Wo.)NO | Erstveröffentlichung: 3. Juli 2006 |
| 2007 | Ashamed                        | NO4 (6 Wo.)NO | Erstveröffentlichung: 2007         |

Weitere Singles
- 1997: Apples And Diamonds
- 1997: Snow On A Hot Day
- 1997: Getting Out
- 1998: Abigail
- 1998: Fi Fy Fo Fum (feat. Marte Krogh)
- 2000: Adore Me
- 2000: Cruel
- 2001: Fate
- 2003: For Fun (feat. Paperboys)
- 2003: Twisted Little Star
- 2006: Midnight
- 2006: Islands In The Stream (feat. Thom Hell)
- 2012: Starlight
- 2012: Electric Feet (feat. Samsaya)